# 上真玉村
上真玉村（かみまたまむら）は、大分県西国東郡にあった村。現在の豊後高田市の一部にあたる。

## 地理
真玉川の中上流、その支流域に位置していた。

## 歴史
- 1889年（明治22年）4月1日、町村制の施行により、西国東郡城前村、大岩屋村、黒土村が合併して村制施行し、上真玉村が発足[1][2]。旧村名を継承した城前、大岩屋、黒土の3大字を編成[2]。
- 1907年（明治40年）大字黒土字狩場を西国東郡三重村に編入[1][2]。
- 1954年（昭和29年）3月31日、西国東郡真玉村、臼野村と合併し真玉村が存続して廃止された[1][2]。

## 産業
- 農業[2]